# Embajada de España en Malí
La Embajada de España en Malí es la máxima representación legal del Reino de España en la República de Malí. También está acreditada en Burkina Faso (2015).

## Embajador
El actual embajador es José Hornero Gómez, quien fue nombrado por el gobierno de Pedro Sánchez el 4 de agosto de 2020.

## Misión diplomática
El Reino de España concentra su representación en el país en la embajada en la capital del país, Bamako, creada en 1964 con carácter no residente. Sin embargo, no fue hasta 2006 cuando el gobierno español estableció la embajada residente en el país africano.

## Historia
España estableció relaciones diplomáticas y creó la embajada española no residente en Bamako, capital de Malí en 1964, cuatro años después de la independencia del país africano. Los asuntos diplomáticos de Malí dependieron la demarcación de Mauritania hasta 1970 cuando fueron adscritos a la Embajada española en Dakar (Senegal. En 1994 Malí volvió a depender de la embajada española en Mauritania hasta 2006 cuando se creó la embajada residente en el país africano.

## Demarcación
Actualmente la embajada española en Malí cuenta con un solo estado dentro de su demarcación:
- Burkina Faso: España y la república africana establecieron relaciones diplomáticas en 1964 dependiendo de la Embajada española en Monrovia (Liberia) hasta 1967. Entre 1969 y 2014 la representación ante Uagadugú dependía de la Embajada española en Abiyán (Costa de Marfil). Desde 2015 la Embajada española en Malí esta acreditada ante el gobierno de Burkina Faso.